# Lena Piękniewska
Lena Piękniewska, née le 25 juillet 1980 à Poznań, est une chanteuse polonaise et une actrice.

## Études
Elle est diplômée de l'Académie des Beaux-Arts de Poznań.

## Carrière musicale
En 2010, elle a publié son premier album studio intitulé Wyspa (Island). Dans la même année, elle se rend à Berlin, où elle a pris part à des ateliers menés par Daan van Kampenhout.

## Discographie
- Island  (2010)
- Lullabies for the eternal sleep  (2012)